# Rosine Lagier
Pour les articles homonymes, voir Lagier.
 (décembre 2018).
Rosine Lagier (née Rosine Legrand) est une auteure lorraine, conférencière et organisatrice d’expositions itinérantes, née en 1949 au Saulcy dans les Vosges.

## Biographie
Issue d’une famille d’origines géographiques et sociales diverses, fille de directeur d’usine textile, elle reste très attachée aux origines paysannes d’une partie de sa famille, picardes par son père et lorraines par sa mère.
Pendant dix ans, elle fait profession dans le grand tourisme international, accompagnant et guidant des voyageurs dans de nombreux pays. Elle terminera sa carrière dans le tourisme comme chef d’agence de voyages.
Cavalière depuis son enfance et propriétaire de chevaux, pendant dix autres années, elle se consacre à sa passion pour le cheval et l’équitation. Spécialiste de la monte en amazone, elle sera présidente de la Société Hippique d’Épinal et présidente de la Commission Fédérale des Amazones à Paris.
À 40 ans, c’est « le retour à la terre », à la Chambre d’Agriculture des Vosges, où elle se consacre à la communication et au développement des produits du terroir.
Depuis 2001, elle est auteure de plusieurs ouvrages publiés par les Éditions Ouest-France, la Nuée Bleue et Charles Hérissey.
D’un esprit très curieux et passionné, elle a classé méthodiquement livres anciens, vieux papiers, cartes postales et photos d’époque, timbres, documents et objets divers, organisant et enrichissant régulièrement un patrimoine familial.
Elle donne des conférences concernant ses ouvrages et différents thèmes inspirés par ses recherches et ses collections. Elle organise des expositions itinérantes et travaille en partenariat avec les personnes qui la sollicitent.

## Distinctions
- Prix Fernand Méry 2009 du livre illustré de l'Académie Vétérinaire de France (AVF) et du Groupement des Écrivains-Médecins (GEM) pour La Femme et le Cheval – Des siècles d'histoire
- Prix Centauriades du meilleur "beau livre" sur le cheval en 2003 pour Il y a un siècle… le cheval
- Prix « Coup de cœur – Le Point-Grandes Écoles-Universités » en 2002 pour Il y a un siècle… les paquebots transatlantiques

## Quelques conférences
- « Agriculture et paysans - Évolution de la préhistoire à nos jours »
- « La saga des paquebots transatlantiques, entre rêves et tragédies », plusieurs thèmes développés dont 5 ont fait l’objet de conférences à bord du Queen Mary 2.
- « Le cheval dans la société d'hier »
- « La femme et le cheval, des siècles d'histoire »
- « La gastronomie, histoire et anecdotes »
- « Il y a un siècle, la femme »
- « L’émancipation des femmes par le sport ».

## Quelques expositions
- La saga des transatlantiques, entre rêves et tragédies
- À la découverte du Père Noël - Histoire et traditions
- Noëls de guerre
- La Femme et le Cheval, des siècles d'histoire